# Аркові
Аркові (Arcidae) — родина морських двостулкових молюсків від малих до великих розмірів. Загалом Arcidae довжиною менше 80 мм, відрізняються як формою, так і розміром. У всьому світі їх налічується близько 200 видів.
Це їстівні молюски, які вживалися в їжу з доісторичних часів і споживаються досі. Опубліковано багато рецептів. Здобувачі корму для активного відпочинку повинні дотримуватися правил безпеки морепродуктів і обмежень щодо вилову молюсків, а також повинні знати про будь-яке шкідливе цвітіння водоростей, яке може забруднити молюсків біотоксинами. Молюсків, зібраних у містах, не можна їсти сирими.

## Роди
- Acar Gray, 1857
- Anadara Gray, 1847
- Арка Linnaeus, 1758
- Barbatia Gray, 1847
- Bathyarca Kobelt, 1891
- Bentharca Verrill and Bush, 1898
- Larkinia  Reinhart, 1935
- Samacar Iredale, 1936
- Senilia Linnaeus, 1758
- Tegillarca Iredale, 1939